# Isabel (Kansas)
Isabel – miasto położone w hrabstwie Barber.